# Dave Abbruzzese
David James Abbruzzese (* 17. května 1968 Stamford) je americký bubeník, který je nejznámější ze svého působení v americké rockové skupině Pearl Jam od roku 1991 do 1994. V roce 1991, krátce před vydáním debutového alba Ten nahradil bubeníka Daveho Krusena. Hrál na následujících nahrávkách kapely: Vs. a Vitalogy.
V roce 1997 zkoušel hrát s Axlem Rosem během nahrávání alba Chinese Democracy, ale bohužel žádná z jeho bicích nahrávek nebyla použita.
Abbruzzese používá pouze jeden kopák a odmítl používat dva basové bubny nebo dvojitý kopák, a místo toho se soustředí na hraní co nejlépe s jediným pedálem.
Pearl Jam byli uvedeni do Rock and Roll síně slávy 7. dubna 2017. Abbruzzese, ale nebyl na listinu Rock and Roll Hall of Fame zařazen.

## Vybavení
Abbruzzese používá bicí značky DW Drums, činely Sabian a Centent, a paličky DynaVox. Dříve používal bicí od značek Ludwig Drums, Pearl Drums a paličky Pro Mark. Abbruzzese upřednostňuje 12palcový snare.